# 舞台芸術スタッフの仕事
『舞台芸術スタッフの仕事』（ぶたいげいじゅつスタッフのしごと）は、（一社）日本演出者協会・教育出版部制作のEラーニング動画。
コロナ禍のなか、演劇に触れる人たちに広く舞台芸術のスタッフワークの仕事に興味をもってもえるように、それぞれの各分野において第一線で活躍している気鋭のスタッフを講師（スーパーバイザー）として製作され、2021年3月より公開。
早稲田大学演劇博物館にて資料閲覧のほか、日本演出者協会教育出版部のYouTubeでも視聴可。
【EPADＥ】緊急舞台芸術アーカイブ＋デジタルシアター化支援事業
文化庁令和二年度戦略的芸術文化創造推進事業「文化芸術収益力強化事業」 

## スーパーバイザー
- 舞台監督・演出部・ドラマターグ部門＝全4回／谷澤拓巳
- ドラマターグ部門＝全2回／長島確
- 音響部門＝全5回／佐藤こうじ
- 照明部門＝全5回／吉本有輝子
- 美術・大道具部門＝全5回／乘峯雅寛
- 映像部門＝全5回／浦島啓
- 制作・プロデューサー部門」＝全5回／植松侑子
- 衣裳部門＝全2回／山下和美
- ヘアメイク部門＝全2回／馮啓孝

## スタッフ
- 撮影　日比野友樹　大河原準介（ロケ）
- 編集　青木省二（ダイジェスト）日比野友樹　武信貴行
- 照明部門　撮影・編集・ディレクション　山田晋平　齊藤詩織
- 演出　谷藤太　大河原準介　横尾圭亮  （日本演出者協会）
- ヘアメイク　松下よし子　藤田麻梨子　小宮英子　佐藤法子
- 製作統括　黒澤世莉（日本演出者協会）
- 演出チーフ　山崎哲史（日本演出者協会）
- 制作　加藤仲葉
- 映像制作　株式会社ネクステージ
- 製作・著作　一般社団法人日本演出者協会・教育出版部